# Bisdom Victoria
Het bisdom Victoria (Latijn: Dioecesis Victoriensis in Insula Vancouver) is een rooms-katholiek bisdom met als zetel Victoria, in Canada. Het bisdom is suffragaan aan het aartsbisdom Vancouver. 

## Geschiedenis
Het bisdom werd opgericht op 24 juli 1846, als het bisdom Vancouver Island, uit delen van het nieuw verheven aartsbisdom Oregon City, en was suffragaan aan het aartsbisdom Oregon City. Op 19 juni 1903 werd het verheven tot metropolitaan aartsbisdom, waarna het op 6 september 1904 van naam veranderde naar aartsbisdom Victoria. Op 1 oktober 1908 werd de metropolitane zetel verplaatst naar Vancouver en werd Victoria "gedegradeerd" tot een bisdom. 

## Parochies
Het bisdom had in 2020 een oppervlakte van 33.197 km2 en telde 791.900 inwoners waarvan 12,9% rooms-katholiek was.

## Ordinarii

### Bisschoppen
- Modeste Demers (28 juli 1846 - 28 juli 1871)
  - Charles-François-Calixte Morisson (coadjutor: 22 december 1862 - 1863)
- Charles-Jean Seghers (11 maart 1873 - 23 juli 1878)
  - Louis Aloysius Lootens (hulpbisschop: 27 februari 1876 - 10 januari 1898)
- Jean-Baptiste Brondel (26 september 1879 - 7 maart 1884)
  - John James Jonckau (coadjutor: 17 april 1883 - december 1883)
- Charles-Jean Seghers (6 maart 1884 - 28 november 1886; aartsbisschop op persoonlijke titel)
- Joannes Nicolaas Lemmens (29 mei 1888 - 10 augustus 1897)
- Alexander Christie (26 maart 1898 - 4 maart 1899)

### Aartsbisschoppen
- Bertram Orth (24 maart 1900 - 3 mei 1908)

### Bisschoppen
- Alexander MacDonald (1 oktober 1908 - 6 juni 1923)
- Thomas O’Donnell (23 december 1923 - 27 mei 1929)
- Gerald C. Murray (30 januari 1930 - 21 december 1933)
- John Hugh MacDonald (11 augustus 1934 - 12 december 1936)
- John Christopher Cody (9 december 1936 - 6 april 1946)
- James Michael Hill (22 juni 1946 - 29 maart 1962)
- Remi Joseph De Roo (29 oktober 1962 - 18 maart 1999)
- Raymond Olir Roussin (18 maart 1999 - 10 januari 2004; coadjutor sinds 14 september 1998)
- Richard Joseph Gagnon (14 mei 2004 - 28 oktober 2013)
- Gary Michael Gordon (14 juni 2014 - heden)

Vancouver (aartsbisdom) · Kamloops · Nelson · Prince George · Victoria